# Sandwich au thon
 (avril 2015).
Si vous disposez d'ouvrages ou d'articles de référence ou si vous connaissez des sites web de qualité traitant du thème abordé ici, merci de compléter l'article en donnant les références utiles à sa vérifiabilité et en les liant à la section « Notes et références ».

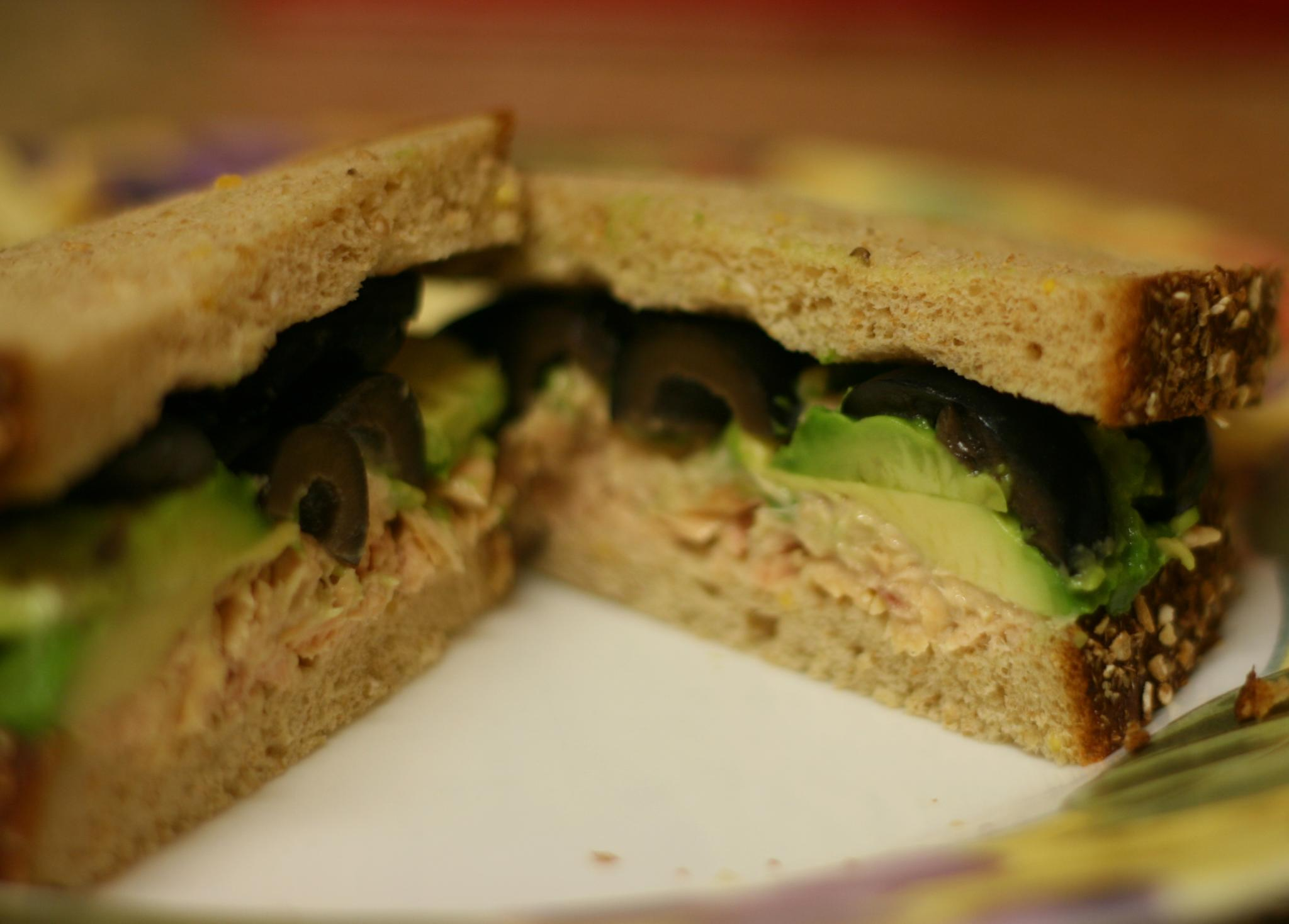
Un sandwich au thon, avec des olives et de l'avocat.

Le sandwich au thon est constitué de thon, déposé entre deux tranches de pain. Il est généralement fait à base d'ingrédients tels que la mayonnaise, la salade, les cornichons, les tomates ou les œufs.

## Préparation du sandwich au thon
Pour préparer un sandwich au thon standard, il suffit de se munir des ingrédients suivants :
- du pain
- du thon
- de mayonnaise
- de salade
- de tomates
- du basilic

On peut y ajouter du fromage (c'est alors un tuna melt, sandwich populaire aux États-Unis), des œufs ou encore différents légumes, tels que du concombre ou du céleri.

### Préparation
- Étape 1 : lors de cette étape, il faut tout d'abord égoutter et émietter le thon.
- Étape 2 : rincer la salade ainsi que les tomates qui seront par la suite découpées en fines rondelles.
- Étape 3 : couper le pain en deux et y disposer dans l'ordre suivant : salade, thon, mayonnaise, tomate (puis tous les autres ingrédients désirés).
- Étape 4 : le sandwich au thon est prêt à être dégusté. On peut néanmoins le conserver au réfrigérateur [réf. nécessaire].

## Galerie

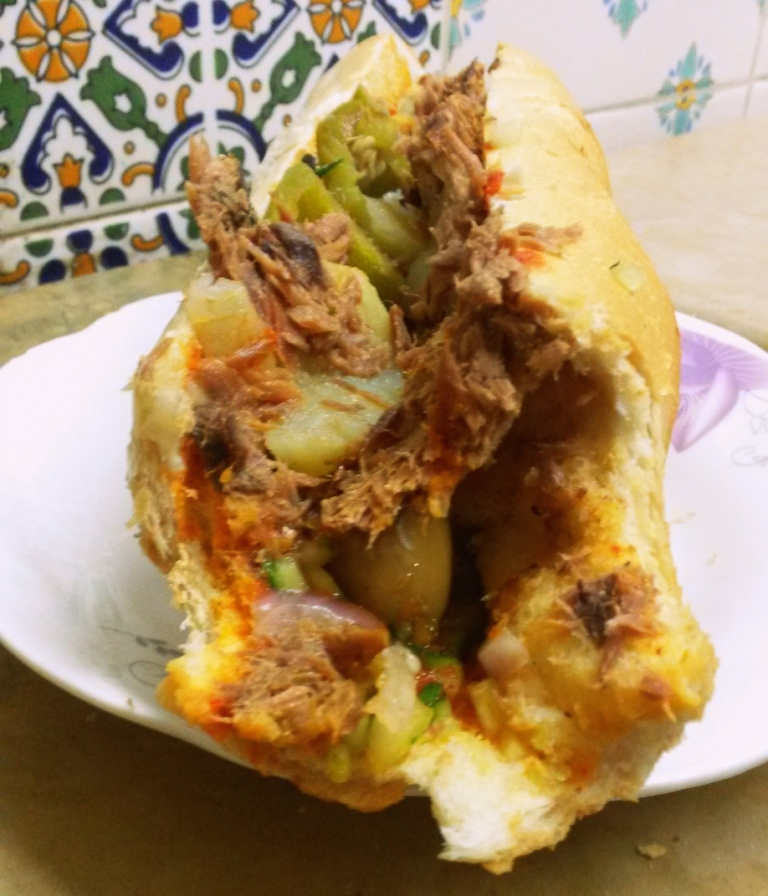
Un sandwich au thon tunisien.